# Echinaden (Inselgruppe)
Die Echinaden (griechisch Εχινάδες Echinádes (f. pl.)) sind eine unbewohnte Inselgruppe vor der Westküste Ätoloakarnaniens und Untergruppe der Ionischen Inseln.
Bereits bei antiken Autoren wie Strabo, Herodot und Thukydides werden die Inseln als Echinades (Ἐχινάδες), bei Homer als Echinai (Ἐχῖναι) erwähnt. In der Antike wurden fünf Inseln zu den Echinaden gerechnet, deren Ursprung auf vier mythische Nymphen, die Echinaden, und Perimele, eine Geliebte des Flussgotts Acheloos, die auf dessen Bitten von Poseidon in eine Insel verwandelt wurde, zurückgeführt wurde. Bereits in der Antike wurden diese direkt vor der Mündung des Acheloos befindlichen Inseln durch Schlammanspülungen des Flusses verlandet.
Die etwas über zwanzig Inseln und einige kleine Felsen umfassende, heute als Echinaden bezeichnete Inselgruppe erstreckt sich von der Acheloos-Mündung nördlich die Küste entlang bis vor die Bucht von Astakos. Die Inseln sind felsig und karg bewachsen, die höchste Erhebung befindet sich mit 417 m Höhe ü. d. M. auf Oxia. Der Verlandungsprozess im Acheloos-Delta setzt sich weiter fort; die mit rund 6 km² größte der Inseln, Petalas, ist heute durch Anschwemmungen mit dem Festland verbunden. Die Inselgruppe wird in zwei Untergruppen geteilt: Die nördlich gelegene Gruppe heißt Drakoneres (Δρακονέρες), von ihr werden die Insel Modi und drei kleine, nördlich davon liegende Inseln zur Untergruppe der Modia (Μόδια) zusammengefasst.
Verwaltungstechnisch gehören die Inseln zur Region Ionische Inseln. Die südlichen Inseln sowie Drakonera und Karlonisi liegen auf dem Territorium der Gemeinde Ithaka, während die übrigen Inseln zum Gemeindebezirk Pylaros der Gemeinde Sami auf Kefalonia gehören. Viele der Inseln befinden sich in Privatbesitz und werden gelegentlich zum Kauf angeboten.

## Inseltabelle
| Name                                         | griechischer Name                    | Gemeinde | Untergruppe | Fläche km² | höchste Erh. | Lage                         |
| -------------------------------------------- | ------------------------------------ | -------- | ----------- | ---------- | ------------ | ---------------------------- |
| Praso                                        | Πράσο (n. sg.)                       | Sami     | Drakoneres  |            |              | 38° 28′ 58″ N, 20° 58′ 10″ O |
| Sofia                                        | Σοφία (f. sg.)                       | Sami     | Drakoneres  | 0,174      |              | 38° 28′ 49″ N, 21° 0′ 5″ O   |
| Lambrinos                                    | Λαμπρινός (m. sg.)                   | Sami     | Drakoneres  | 0,352      | 061 m        | 38° 28′ 22″ N, 21° 0′ 18″ O  |
| Drakonera                                    | Δρακονέρα (f. sg.)                   | Ithaka   | Drakoneres  | 2,442      | 137 m        | 38° 28′ 51″ N, 21° 1′ 15″ O  |
| Philippos                                    | Φίλιππος (m. sg.)                    | Sami     | Drakoneres  | 0,046      |              | 38° 28′ 17″ N, 21° 0′ 55″ O  |
| Pistros                                      | Πίστρος (m. sg.)                     | Sami     | Drakoneres  | 0,114      | 041 m        | 38° 27′ 51″ N, 21° 0′ 58″ O  |
| Kalogiros                                    | Καλόγηρος (m. sg.)                   | Ithaka   | Drakoneres  | 0,249      |              | 38° 29′ 28″ N, 21° 1′ 49″ O  |
| Karlonisi                                    | Καρλονήσι (n. sg.)                   | Sami     | Drakoneres  | 0,719      | 077 m        | 38° 28′ 32″ N, 21° 2′ 35″ O  |
| Tsakalonisi                                  | Τσακαλονήσι (n. sg.)                 | Sami     | Drakoneres  | 0,10       |              | 38° 27′ 44″ N, 21° 2′ 11″ O  |
| Provati                                      | Προβάτι (n. sg.)                     | Sami     | Drakoneres  | 1,210      | 075 m        | 38° 27′ 48″ N, 21° 2′ 53″ O  |
| Pondikos                                     | Ποντικός (m. sg.)                    | Sami     | Drakoneres  | 0,736      |              | 38° 27′ 17″ N, 21° 3′ 59″ O  |
| Gravaris                                     | Γκράβαρης (m. sg.)                   | Sami     | Modia       |            | 024 m        | 38° 26′ 24″ N, 21° 1′ 36″ O  |
| Soros                                        | Σωρός (m. sg.)                       | Sami     | Modia       | 0,038      | 031 m        | 38° 26′ 5″ N, 21° 1′ 30″ O   |
| Apasa                                        | Άπασα (f. sg.)                       | Sami     | Modia       | 0,024      | 017 m        | 38° 25′ 53″ N, 21° 1′ 29″ O  |
| Modi                                         | Μόδι (n. sg.)                        | Sami     | Modia       | 0,258      | 066 m        | 38° 25′ 25″ N, 21° 1′ 20″ O  |
| Petalas                                      | Πεταλάς (m. sg.)                     | Sami     | Ouniades    | 5,497      | 251 m        | 38° 24′ 50″ N, 21° 5′ 41″ O  |
| Vromonas                                     | Βρόμονας (m. sg.)                    | Ithaka   | Ouniades    | 1,047      | 141 m        | 38° 22′ 9″ N, 20° 59′ 43″ O  |
| Makri                                        | Μάκρη (f. sg.)                       | Ithaka   | Ouniades    | 0,983      | 126 m        | 38° 21′ 30″ N, 21° 2′ 19″ O  |
| Kouneli (Makropoula)                         | Κουνέλι (n. sg.) Μακροπούλα (f. sg.) | Ithaka   | Ouniades    | 0,095      | 126 m        | 38° 21′ 6″ N, 21° 3′ 17″ O   |
| Oxia                                         | Οξεία                                | Ithaka   | Ouniades    | 4,223      | 421 m        | 38° 18′ 13″ N, 21° 6′ 39″ O  |
| Karte mit allen Koordinaten : OSM \| WikiMap |                                      |          |             |            |              |                              |